# Valérie Donzelli
Valérie Donzelli (Épinal, 2 maart 1973) is een Frans filmregisseuse, actrice en scenarioschrijfster.

## Biografie
Valérie Donzelli werd geboren in 1973 in Épinal en groeide op in Créteil, nabij Parijs. Op veertienjarige leeftijd verhuisde ze met haar familie naar Lille en op 19-jarige leeftijd verhuisde ze terug naar Parijs. Donzelli stopte haar studies architectuur en begon te spelen in het theater in het Conservatoire municipal van het 10e arrondissement van Parijs. Ondertussen werkte ze in een bakkerij. Ze ontmoette de Franse acteur Jérémie Elkaïm, die haar partner werd, zowel privé als voor het werk, en haar overtuigde om als actrice in speelfilms te beginnen. Na acteerwerk in enkele korte films, acteerde ze in 2001 in haar eerste langspeelfilm Martha... Martha. In 2007 regisseerde Donzelli haar eerste korte film en in 2009 haar eerste langspeelfilm La Reine des pommes.

## Filmografie
Exclusief kortfilms en televisiefilms

### Als actrice
- Martha... Martha (2001)
- Les Âmes câlines (2001)
- Cette femme-là (2003)
- Qui a tué Bambi? (2003)
- Mystification ou l'histoire des portraits (2003)
- Le plus beau jour de ma vie (2005)
- Entre ses mains (2005)
- Voici venu le temps (2005)
- L'Intouchable (2006)
- L'Homme qui rêvait d'un enfant (2006)
- Cap Nord (2007)
- 7 ans (2007)
- La Reine des pommes (2009)
- La guerre est déclarée (2011)
- Belleville Tokyo (2011)
- En ville (2011)
- Pourquoi tu pleures ? (2011)
- L'Art de séduire (2011)
- Main dans la main (2012)
- Le Grand Méchant Loup (2013)
- Les Grandes Ondes (à l'ouest) (2013)
- Opium (2013)
- Saint Laurent (2014)
- Les Chevaliers blancs (2015)

### Als regisseuse
- La Reine des pommes (2009)
- La guerre est déclarée (2011)
- Main dans la main (2012)
- Marguerite et Julien (2015)
- Notre dame (2019)
- L'Amour et les Forêts (2023)

## Prijzen & nominaties[1]
De belangrijkste:
| Jaar | Prijs                   | Categorie                            | Genomineerde(n)        | Uitslag     |
| ---- | ----------------------- | ------------------------------------ | ---------------------- | ----------- |
| 2012 | César                   | Beste actrice                        | La guerre est déclarée | Genomineerd |
| 2012 | César                   | Beste originele script               | La guerre est déclarée | Genomineerd |
| 2012 | César                   | Beste regie                          | La guerre est déclarée | Genomineerd |
| 2012 | César                   | Beste film                           | La guerre est déclarée | Genomineerd |
| 2011 | Filmfestival van Cannes | Queer Palm                           | La guerre est déclarée | Genomineerd |
| 2002 | Acteurs à l’écran       | Prix Michel Simon voor beste actrice | Martha... Martha       | Gewonnen    |